# Zeravchan
Pour les articles homonymes, voir Zeravchan (ville).
Le Zeravchan (du persan زر افشان : « le semeur d'or ») est une rivière du Tadjikistan, d'Ouzbékistan et du Turkménistan. C'était un affluent de l'Amou-Daria qui, à cause de nombreux prélèvements d'eau effectués sur son parcours, ne rejoint plus le fleuve qu'épisodiquement. Du temps des conquêtes d'Alexandre le Grand, les Grecs l'appellent Polytimète.

## Description
Il prend sa source dans les montagnes du nord du Tadjikistan, à proximité de la frontière kirghize, et adopte durant tout son trajet tadjik la direction est-ouest. Il court ainsi au fond d'une vallée relativement étroite, enserré entre les monts Turkestan au nord et les monts Zeravchan au sud et dominé de part et d'autre par de hauts sommets et des glaciers. Il reçoit en rive gauche les eaux du Fan-Daria, puis du Kchtout. Peu après la ville de Pendjikent, il traverse la frontière de l'Ouzbékistan. Continuant sa course vers l'ouest-nord-ouest, il arrose bientôt Samarcande et son énorme oasis. Quelque cent kilomètres plus à l'ouest, il effectue une boucle large et très progressive qui l'amène en direction du sud-ouest. Il baigne alors l'oasis de Boukhara, et continue son parcours jusqu'à se perdre dans les sables du désert, aux environs de la frontière ouzbéko-turkmène.
Aujourd'hui un canal relie son cours moyen à l'Amou-Daria.

## Affluents
Dans son cours supérieur au Tadjikistan, le Zeravchan reçoit les eaux du Fan-Daria important cours d'eau qui conflue en rive gauche. Le Fan-Daria est formé par l'union de deux rivières :
- le Yaghnob qui coule d'est en ouest entre les monts Zeravchan au nord, et les monts Hissar ou Gissar au sud ;
- l'Iskander-Daria venu de l'ouest et du sud.

Le Kchtout est un autre affluent tadjik de rive gauche.

## Principales villes traversées ou longées
Tadjikistan
- Pendjikent

Ouzbékistan
- Samarcande
- Navoï
- Boukhara

## Hydrométrie - Les débits mensuels à Dupuli
Le débit de la rivière a été observé pendant 63 ans (1932-1995) à Dupuli, localité située dans la province tadjike de Sughd, près de la ville de Pendjikent. 
À Dupuli, le débit inter annuel moyen ou module observé sur cette période était de 155 m3/s pour un bassin versant de 10 200 km2. La lame d'eau écoulée dans cette partie de bassin versant de la rivière - de loin la plus importante du point de vue de l'écoulement - se monte ainsi à 479 millimètres par an, ce qui peut être considéré comme élevé.
Rivière alimentée avant tout par la fonte des glaciers et des neiges, le Zeravchan est un cours d'eau de régime typiquement nivo-glaciaire qui présente deux saisons bien marquées. 

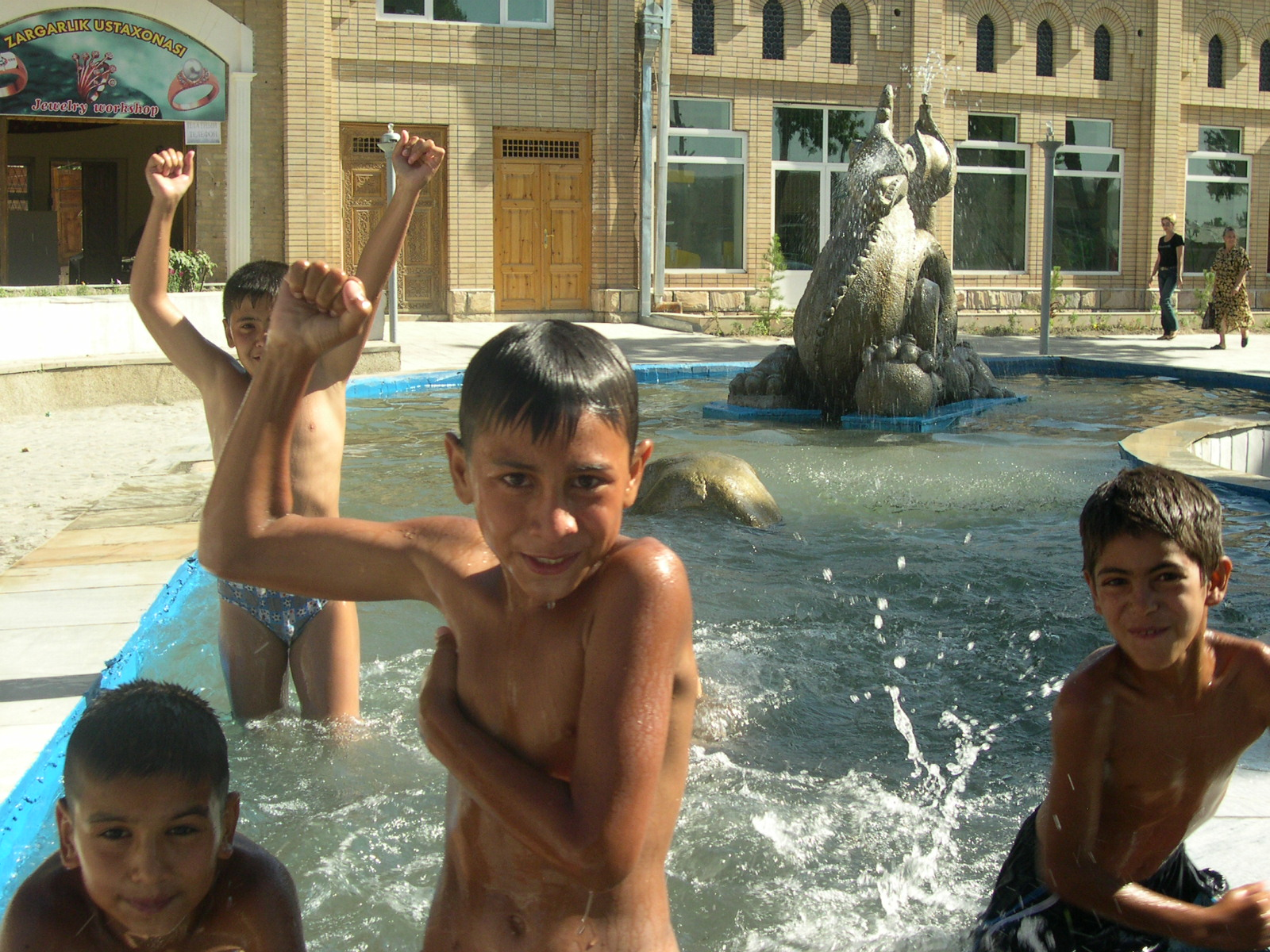
L'eau du Zeravchan coule en abondance à Samarcande, pour le plus grand plaisir des petits Ouzbeks.

Les hautes eaux se déroulent de fin mai à début septembre, ce qui correspond à la fonte des neiges et des glaciers des hauts sommets de la partie supérieure de son bassin, au Tadjikistan avant tout (monts Hissar et monts Turkestan). Dès le mois de septembre, le débit de la rivière baisse rapidement, ce qui mène à la période des basses eaux. Celle-ci a lieu d'octobre à avril inclus, avec un minimum en février-mars. Mais la rivière conserve durant toute cette période un débit assez solide. 
Le débit moyen mensuel observé en février-mars (minimum d'étiage) est de 36,7 m3/s, soit moins d'un douzième du débit moyen du mois de juillet (460 m3/s), ce qui témoigne de l'amplitude assez importante des variations saisonnières. Sur la durée d'observation de 63 ans, le débit mensuel minimal a été de 26 m3/s (mars), tandis que le débit mensuel maximal s'élevait à 661 m3/s (juillet).